# Pieter Hendrik Kritzinger
Pieter Hendrik Kritzinger (Port Elizabeth, 1870 - Cradock, 1930) was een Boerengeneraal tijdens de Tweede Boerenoorlog.

## Boerenoorlog
Kritzinger werd geboren in de Britse Kaapkolonie en groeide op in de Oranje Vrijstaat. Tijdens de guerrillafase van de Boerenoorlog viel hij de Kaapkolonie binnen. Het was zijn beleid om alle zwarten en kleurlingen die krijgsgevangen werden gemaakt te executeren.
Kritzinger werd op 16 december 1901 gevangengenomen door de Britten en verscheen voor de krijgsraad. Vanwege de grote verontwaardiging die heerste over de eerdere executie van zijn collega Gideon Scheepers werd Kritzinger vrijgesproken en bleef hij krijgsgevangene.